# Johan Huizinga
Johan Huizinga /ˈjoːɦɑn 'ɦœyzɪŋaː/ (ur. 7 grudnia 1872 w Groningen, zm. 1 lutego 1945 w De Steeg k. Arnhem) – holenderski historyk, eseista i językoznawca, autor słynnej monografii Jesień średniowiecza (1919), w której przedstawił panoramiczny obraz kultury i życia społecznego u schyłku średniowiecza.
Johan Huizinga napisał również Homo ludens (1938), Kultura XVII-wiecznej Holandii oraz biografię Erazma z Rotterdamu.

## Życiorys
Urodził się 7 grudnia 1872 w Groningen jako drugi syn Dirka Huizingi oraz Jakoby Tonkens, która osierociła syna w wieku dwóch lat. Choć jego ojciec był profesorem fizjologii Uniwersytetu w Groningen, wśród licznych jego przodków było wielu menonckich pastorów realizujących się w dziedzinie historii i literatury. W dzieciństwie zajmował się kolekcjonowaniem monet i heraldyką. W gimnazjum rozwijał swoje zainteresowania mitologią oraz antropologią, a także uczył się języka arabskiego, hebrajskiego i niemieckiego, którego naukę pobierał u Jana te Winkela. W 1891 rozpoczął na Uniwersytecie w Groningen studia z zakresu filologii niderlandzkiej, uzyskując dwa lata później uprawnienia do nauczania języka, historii i geografii. W 1895 zdał egzamin doktorski, po czym w celu przygotowania dysertacji doktorskiej udał się na roczne studia zagraniczne do Lipska. Pracę doktorską zatytułowaną Vidusaka w dramacie indyjskim obronił ostatecznie w 1897.
Profesor historii Uniwersytetu w Groningen w latach 1905-1915 oraz w Lejdzie w latach 1915-1942 (od 1933 rektor). W 1942 roku złożył rezygnację protestując przeciwko decyzji o usunięciu przez władze niemieckie z uniwersytetu jednego z jego kolegów. Został pozbawiony profesury i przez 3 miesiące internowany. Z wykształcenia był orientalistą, specjalizował się w historii Zachodu oraz w historii i teorii kultury.
Swój stosunek do świata przeszłości ujmował jako „włóczęgostwo intelektualne”, dzięki temu nie został znawcą jednej epoki. Był członkiem Królewskiej Holenderskiej Akademii Sztuk i Nauk. 

## Publikacje w języku polskim
- Jesień średniowiecza, przeł. Tadeusz Brzostowski, tł. fragmentów poezji średniowiecznej: J. Dackiewicz; wstęp: Henryk Barycz, posłowie: Stanisław Herbst, Warszawa: Państwowy Instytut Wydawniczy 1961 (kolejne wydania: 1967, 1974, 1992, 1998, 2002, 2016).
- Jesień średniowiecza, przeł. Robert Stiller, Kraków: Wydawnictwo Vis-ẚ-vis Etiuda 2016 (ISBN 978-83-7998-076-5)
- Erazm, przeł. Maria Kurecka, wstęp Maria Cytowska, konsultacja nauk. Leszek Kołakowski, Warszawa: Państwowy Instytut Wydawniczy 1964.
- Homo ludens. Zabawa jako źródło kultury, przeł. Maria Kurecka i Witold Wirpsza, Warszawa: SW Czytelnik 1967 (kolejne wyd.: 1985, 1998), Warszawa: Wydawnictwo Aletheia 2007.
- Kultura XVII-wiecznej Holandii, wstęp, oprac. i przeł. Piotr Oczko, Kraków: Towarzystwo Autorów i Wydawców Prac Naukowych Universitas 2008.